# Léon Peeters
Pour les articles homonymes, voir Peeters.
Léon Peeters est un pharmacien belge, né Léon antoine Simon Peeters le 26 mai 1816 à Bruxelles et mort le 8 mai 1878 à Gosselies. Il est connu pour avoir dénoncé dans les années 1850 les ravages provoqués par les premières usines chimiques en Belgique.

## Biographie
La vie de Léon Peeters est très mal connue. Tout au plus sait-on qu'il est né à Bruxelles d'un père pharmacien, qu'il a été diplômé en 1836 et qu'il est parti s'installer en 1840 à Wanfercée-Baulet, dans l'est de la province de Hainaut (Belgique). Il devient célèbre dans tout le pays en 1855, lorsqu'il publie un petit livre qui fera couler beaucoup d'encre. Après cet épisode, on perd pratiquement sa trace. Vers 1865, il réapparaît dans les archives de la province de Namur, comme membre du Comité de salubrité publique de la commune de Moignelée. En fait ces deux communes sont voisines.

## Activités
En 1855, Léon Peeters publie une première brochure, intitulée Guérison radicale de la maladie des pommes de terre et d'autres végétaux, ou moyens d'en faire disparaître la cause. Dans cet écrit aux accents pamphlétaires, le pharmacien y développe une théorie selon laquelle la maladie qui frappe les champs de pomme de terre dans toute l'Europe depuis 1845 n'a d'autre cause que les vapeurs relâchées par les usines chimiques. L'industrie chimique, en particulier celle de la soude (très présente dans la vallée de la Sambre), serait à l'origine de la terrible épidémie végétale, qui avait provoqué la mort de dizaines de milliers de personnes, notamment en Irlande et en Flandre.
Si le propos de Peeters est scientifiquement irrecevable, il n'en demeure pas moins historiquement intéressant : c'est l'une des premières fois, en Belgique, qu'un écrit soulève l'hypothèse que les pollutions industrielles puissent provoquer des dégâts à l'échelle globale. À ce moment, la pollution était encore une affaire exclusivement locale. Selon Bonneuil et Fressoz, "à partir de 1852, dans la région de Charleroi en Belgique (...), la révolte gronde contre les usines chimiques. Lors d'une manifestation, la troupe tire et l'on compte deux morts".
La brochure de Peeters provoque la colère de l'ensemble de la classe scientifique belge. En quelques mois, pas moins de sept ouvrages et un nombre important de compte-rendu sont publiés, afin de démentir formellement cette théorie selon laquelle l'industrie chimique pourrait être responsable d'une épidémie végétale à l'échelle mondiale. Peeters, par ailleurs, est inquiété par la justice. Au mois d'août 1855, en effet, plusieurs émeutes éclatent dans la Basse-Sambre, à l'encontre des usines chimiques d'Auvelais et de Floreffe. La justice fait rapidement le lien avec la brochure de Peeters, qui fustigeait précisément l'industrie chimique. Le pharmacien est incarcéré à la prison de Charleroi. Après enquête, la justice prononce un non-lieu, n'ayant pas réussi à prouver que Peeters était à l'origine des émeutes.
En 1856, Léon Peeters publie une seconde brochure, plus épaisse, intitulée Les fabriques de produits chimiques et autres établissements insalubres. Il y développe plus précisément les arguments avancés dans son premier opus. Le ton est plus politique, également. Peeters demande au gouvernement une politique plus stricte de régulation des pollutions industrielles. À l'époque, les établissements jugés polluants étaient déjà soumis à autorisation (décret du 15 octobre 1810), mais ce régime était largement favorable aux industriels.

### Publications
- Peeters L., Guérison radicale de la maladie des pommes de terre et d’autres végétaux, ou moyens d’en faire disparaître la cause, Namur, Gérard, 1855.
- Peeters L., Les fabriques de produits chimiques et autres établissements insalubres, Bruxelles, 1856.